# Golden (canção de Travie McCoy)
"Golden" é uma canção do rapper americano Travie McCoy com a cantora e compositora australiana Sia Furler. Foi lançada digitalmente como single em 15 de junho de 2015 através da Fueled by Ramen.
Em uma entrevista com a Entertainment Weekly, McCoy disse: "Eu acho que 'Golden' é uma engrenagem da máquina do próximo álbum. Cada canção tem sua própria forma e som para fazer a máquina se mover e trabalhar do jeito que eu quero".

## Antecedentes
Em uma entrevista para a Entertainment Weekly, McCoy disse que conheceu Sia há quatro anos, e ele tornou-se fã do trabalho dela. "Quando finalmente nos conhecemos, éramos espíritos totalmente parentes. Ela se tornou uma irmã para mim muito rapidamente.[...] Esta foi provavelmente a terceira de cerca de três ou quatro que gravamos juntos. Quem sabe se os outros serão ouvidos, mas todos eles significam muito para mim. Ela realmente escreveu uma canção para mim quando eu estava passando por momentos muito difíceis e eu sempre vou cuidar dela com meu coração. Ela é um anjo com a voz de um." Falando para a Entertainment Tonight, McCoy disse: "Sia e eu temos uma vibração irmão fraternal acontecendo. Uma vez que eu ouvi ela cantando, eu sabia onde queria ir liricamente...".

## Vídeo musical
O videoclipe de "Golden" estreou no YouTube em 14 de junho de 2015 e é inspirado no tiroteio do filme Week End, dirigido por Jean-Luc Godard e lançado em 1967. O vídeo é um tiroteio contínuo de Travie deixando seu carro em uma estrada no deserto e observando os passageiros excêntricos nos veículos na frente dele.

## Desempenho nas tabelas musicais

### Tabelas semanais
| Tabela musical (2015)                         | Melhor posição |
| --------------------------------------------- | -------------- |
| Austrália (ARIA)                              | 4              |
| Australia Urban (ARIA)                        | 2              |
| Bélgica (Ultratip Bubbling Under de Flandres) | 74             |
| Nova Zelândia (Recorded Music NZ)             | 20             |
| Eslováquia (Rádio Top 100)                    | 71             |
| Eslováquia (Singles Digitál Top 100)          | 69             |

## Certificados
| País      | Provedor | Certificação |
| --------- | -------- | ------------ |
| Austrália | ARIA     | Platina      |

## Histórico de lançamento
| País           | Data                | Formato          | Gravadora          |
| -------------- | ------------------- | ---------------- | ------------------ |
| Estados Unidos | 15 de junho de 2015 | Download digital | Warner Music Group |
| Austrália      | 15 de junho de 2015 | Download digital | Warner Music Group |